# 阮福淇
慶郡公阮福淇（越南语：／；？—1631年），廣南阮主第二代領袖阮福源的長子。
阮福淇生母為孝文皇后莫氏佳，初授掌奇。弘定十五年（1615年）晉授右府掌府，鎮守廣南。他在廣南「務施恩惠，撫恤軍民」，令當地安寧，到德隆三年（1631年）逝世，當地人十分傷心。朝廷贈封阮福淇為少保慶郡公，到嘉隆四年（1805年）給五人守阮福淇之墓。
阮福淇有四名兒子：阮福銳、阮福春、阮福才和阮福智，均任掌營。